# Veldrit Diegem
Das Internationale Vlaamse Veldrit Diegem ist ein belgisches Cyclocrossrennen, das in Diegem bei Brüssel stattfindet.

## Geschichte
Der Wettbewerb wird seit 1975 in Diegem ausgetragen und vom Radsportverein Sint-Anna Vooruit organisiert. Er findet grundsätzlich zwischen Weihnachten und Silvester statt und ist damit fester Bestandteil der Kerstperiode. Seit 1982, und damit seit Anbeginn, ist er Teil der Superprestige-Serie. 2020 sollte er Teil des UCI-Cyclocross-Weltcups sein, musste jedoch infolge der Corona-Pandemie entfallen. Letzteres war auch 2021 der Fall. Ein Rennen für Frauen wird seit 2011 abgehalten.
Das Rennen findet mitten in Diegem statt. Es verläuft durch den Ortskern samt Kirche sowie kreuz und quer über die Grünflächen und Sportplätze nördlich und südlich davon. Eine Besonderheit am Rennen ist, dass es nicht tagsüber, sondern abends bei Flutlicht stattfindet, was erstmals 2000 der Fall war. Die Ausgabe 2001 schrieb negative Schlagzeilen, als der Niederländer Richard Groenendaal wiederholt durch belgische Fans beleidigt wurde, schließlich abstieg und einen Faustschlag austeilte.
Bei den Frauen haben Marianne Vos und Sanne Cant mit je drei Mal am öftesten gewonnen. Rekordsieger ist Roland Liboton mit acht Erfolgen. Mathieu van der Poel gewann zehnmal in Folge, wenngleich in verschiedenen Altersklassen.

## Siegerliste

### Männer
- 1975:  Albert Van Damme
- 1976:  Albert Van Damme
- 1977:  Robert Vermeire
- 1978:  Reinier Groenendaal
- 1979:  Roger De Vlaeminck
- 1980:  Roland Liboton
- 1981:  Roger De Vlaeminck
- 1982:  Roland Liboton
- 1983:  Roland Liboton
- 1984:  Roland Liboton
- 1985:  Roland Liboton
- 1986:  Roland Liboton
- 1987:  Roland Liboton
- 1988:  Roland Liboton
- 1989:  Danny De Bie
- 1990:  Gustaaf Van Bouwel
- 1991:  Danny De Bie
- 1992:  Marc Janssens
- 1993:  Daniele Pontoni
- 1994:  Adrie van der Poel
- 1995:  Daniele Pontoni
- 1996:  Daniele Pontoni
- 1997:  Adrie van der Poel
- 1998:  Sven Nys
- 1999:  Richard Groenendaal
- 2000:  Sven Nys
- 2001:  Erwin Vervecken
- 2002:  Mario De Clercq
- 2003:  Bart Wellens
- 2004:  Erwin Vervecken
- 2005:  Gerben de Knegt
- 2006:  Sven Nys
- 2007:  Sven Nys
- 2008:  Zdeněk Štybar
- 2009:  Niels Albert
- 2010:  Niels Albert
- 2011:  Niels Albert
- 2012:  Niels Albert
- 2013:  Sven Nys
- 2014:  Mathieu van der Poel
- 2015:  Mathieu van der Poel
- 2016:  Mathieu van der Poel
- 2017:  Mathieu van der Poel
- 2018:  Mathieu van der Poel
- 2019:  Mathieu van der Poel
- 2020: nicht ausgetragen
- 2021: nicht ausgetragen
- 2022:  Wout van Aert
- 2023:  Mathieu van der Poel
- 2024:  Laurens Sweeck

### Frauen
- 2011:  Marianne Vos
- 2012:  Kateřina Nash
- 2013:  Sanne Cant
- 2014:  Marianne Vos
- 2015:  Ellen Van Loy
- 2016:  Marianne Vos
- 2017:  Sanne Cant
- 2018:  Sanne Cant
- 2019:  Annemarie Worst
- 2020: nicht ausgetragen
- 2021: nicht ausgetragen
- 2022:  Puck Pieterse
- 2023:  Puck Pieterse
- 2024:  Lucinda Brand